# Lancaster Joseph
Lancaster Joseph (ur. 27 sierpnia 1982) – piłkarz grenadyjski grający na pozycji napastnika. Jest wychowankiem klubu Carib Hurricane.

## Kariera klubowa
Karierę piłkarską Joseph rozpoczął w klubie Carib Hurricane. W jego barwach zadebiutował w pierwszej lidze grenadyjskiej. W latach 2003, 2006 i 2008 trzykrotnie wywalczył z nim mistrzostwo Grenady.

## Kariera reprezentacyjna
W reprezentacji Grenady Joseph zadebiutował w 2011 roku. W tym samym roku został powołany do kadry na Złoty Puchar CONCACAF 2011.